# Samuel Roger Kamba Mulamba
Samuel Roger Kamba Mulamba ist ein kongolesischer Mediziner und Politiker. Er ist seit 29. März 2023 Minister für öffentliche Gesundheit, Hygiene und Prävention der Demokratischen Republik Kongo.

## Karriere
Mulamba ist seit den 1990er Jahren Mediziner. Seit Anfang der 2000er Jahre spezialisierte er sich auf Pädiatrie. Während der COVID-19-Pandemie koordinierte Kamba die Arbeitsgruppe des Präsidenten der Demokratischen Republik Kongo. Seit 29. März 2023 ist er Minister für öffentliche Gesundheit, Hygiene und Prävention. In seine Amtszeit fiel ein erneuter Mpox-Ausbruch, nachdem das Land bereits im Dezember 2022 einen nationalen Ausbruch von Mpox erklärt hatte. Ab September 2023 breitete sich das Virus in der Provinz Süd-Kivu und ab Juni auch im benachbarten Nord-Kivu aus.